# Maltypus globulosus
Maltypus globulosus es una especie de coleóptero de la familia Cantharidae.

## Distribución geográfica
Habita en Kerala (India).